# 胡之竑
胡之竑（？—？），直隸常州府無錫縣人，明朝政治人物。

## 生平
天啟七年（1627年）丁卯科應天鄉試第五十名舉人，崇禎元年（1628年）戊辰科二甲第四十九名進士。授戶部主事，七年（1634年）出為河間府知府，丁母憂去職，服闋，起復為興化府知府，升山東按察司副使。

## 事跡
胡之竑同榜胡姓進士三人，另兩人為胡守恒和胡士昌，都稱安定先生，於是通譜。